# محمدآباد (شهرکرد)
محمدآباد (شهرکرد)، روستایی از توابع بخش لاران شهرستان شهرکرد در استان چهارمحال و بختیاری ایران است.

## جمعیت
این روستا در دهستان لار قرار دارد و براساس سرشماری مرکز آمار ایران در سال ۱۳۸۵، جمعیت آن ۱۸ نفر (۵خانوار) بوده‌است.